# Emery (Dakota du Sud)
Pour les articles homonymes, voir Emery.
Emery est une municipalité américaine située dans le comté de Hanson, dans l'État du Dakota du Sud. Selon le recensement de 2010, elle compte 447 habitants. La municipalité s'étend sur 0,45 milles carrés (1,17 km2).
La ville est fondée en 1881. D'abord appelée Farmington, la ville est renommée en hommage à S. M. Emery, propriétaire des lieux. Emery devient une municipalité en 1917.

## Démographie
| 1900 | 1910 | 1920 | 1930 | 1940 | 1950 |
| ---- | ---- | ---- | ---- | ---- | ---- |
| 247  | 446  | 600  | 542  | 482  | 480  |

| 1960 | 1970 | 1980 | 1990 | 2000 | 2010 |
| ---- | ---- | ---- | ---- | ---- | ---- |
| 502  | 452  | 399  | 417  | 439  | 447  |